# Râul Izvoare, Neamț
Râul Izvoare este un curs de apă, afluent al râului Neamț (Ozana). 